# قمة داغلباش
قمة داغلباش  قرية سوريّة تتبع إداريّاً لمحافظة حلب منطقة الباب ناحية مركز الباب، بلغ تعداد سكانها 304 نسمة حسب التعداد السكاني لعام 2004.